# Lea Kofler
Lea Miriam Kofler (* 9. August 2000 in Wien) ist eine österreichische Handballspielerin, die auf der Spielposition rechter Rückraum eingesetzt wird.

## Karriere
Kofler spielte zuerst bei Atzgersdorf. Nachdem die Rückraumspielerin später für den spanischen Erstligisten CB Salud Tenerife aktiv gewesen war, schloss sie sich im Jahr 2020 dem Ligakonkurrenten KH-7 BM Granollers an. Nach der Saison 2024/2025 verlässt sie den Verein.
Kofler spielt auch in der österreichische A-Nationalmannschaft.